# Peter Puype
Peter Puype (Torhout, 1974) is een Belgische kunstenaar. Hij woont en werkt in Gent.

## Kenmerken van zijn werk
Puype studeert af als meester in de beeldende kunsten aan de Hogeschool Gent in 1997. Al snel wordt de rode draad in zijn werk duidelijk. Met zijn maatschappijkritiek zet Puype zich af tegen het Westerse kapitalistische denken (met zijn overconsumptie, reclame en propaganda), politieke manipulaties, geweld en religie. Niet zelden zorgt dat voor controverse.

## Communication As Violence
In mei 2016 behaalde Puype een PhD aan de University of Arts. Deze PhD is een reflectie op zijn eigen werk, getiteld "Communication As Violence".

## Oeuvre (selectie)
- 2009 - Op 'That's All Folks' (CC Brugge) exposeert Puype met Iconoclasm. De bezoeker krijgt, als in een ballenkraam, stenen om Mariabeelden stuk te gooien. Na veel protest werd even geopperd om de tentoonstelling te sluiten.[1]
- 2010 - L'histoire occulte des Belges. Op de tentoonstelling BAT10 plaatst Puype affiches die veel weg hebben van de borden die gebruikt worden in verkiezingscampagnes. Op de gele affiches staan zwartgekleurde zinnen uit de tekst J’aime la vie van Sandra Kim. Het werk lokte vandalisme uit.[2]
- 2011 - Idol Icon Idiot. Solotentoonstelling in CC Brugge. Installatie van een kerksculptuur met rommelmarkt. De kunstenaar wil ermee aantonen dat kerk en kapitaal sterk vervlochten zijn.
- 2012 - "Dehumanisation". Performance waarbij de kunstenaars flessen gevuld met bloed en billes met een koevoet te lijf gaat. Hier verwijst de kunstenaar naar de gevolgen van het ontkennen en ontnemen van identiteit van een bevolking.
- 2012 - "Exile Travel". Op de tentoonstelling 'Cuesta 12' (Tielt) bouwt Puype een reisbureau. In dit bureau zie je getuigenissen op video van personen die om één of andere reden naar Europa zijn gevlucht.
- 2014 - "Exile Travel" werd getoond in Hannover (Kunsthalle Faust, Poznan (Mediations Biënnale) en Brussel (Inbetween Art Space).
- 2015 - "Communication As Violence". Solotentoonstelling in MONA (Museum Of The Newest Art), Poznan, Polen. Deze tentoonstelling was een deel van zijn PhD, "Communicaton As Violence".
- 2016 - "United In Diversity" werd getoond in Dresden (Error X, Ostrale Biennale), Duitsland.
- 2017 - "Your Country Ain't Your Blood" werd getoond in Odessa (Turbulence, Ostrale Biennale), Oekraïne.
- 2018 - "LICENSE, Creating Fear As A Brand" werd getoond in Caïro (Something Else, Off, Caïro Biennale), Egypte. Het werk werd door de geheime dienst verwijderd.

## Muzikale zijsprong
Peter Puype heeft ook in punkbands gespeeld. Met Factory Pilot bracht hij een cd uit in 1997. Later studeerde hij nog jazz (contrabas).